# Chaire Étienne Gilson
La  Chaire de métaphysique Étienne Gilson (Cátedra Étienne Gilson de metafísica), fue establecida en 1995 para celebrar el centenario del Instituto Católico de París. Se confía a un investigador para una serie de seis conferencias cada año.

## Consejo científico
El Consejo científico de la Cátedra incluye a Rémi Brague, Philippe Capelle, Jean-François Courtine, Joseph Doré, Hubert Faes, Jean Greisch, Alain de Libera y Jean-Luc Marion.

## Titulares
- 1996-1997: Stanislas Breton
- 1997-1998: Pierre Aubenque
- 1998-1999: Ludger Honnefelder
- 1999-2000: Alain de Libera
- 2000-2001: Ruedi Imbach
- 2002-2003: Francis Jacques
- 2003-2004: Stanley Rosen
- 2004-2005: Jean-Luc Marion
- 2005-2006: Stéphane Moisés
- 2006-2007: Jean-Louis Chrétien
- 2007-2008: Thomas De Koninck
- 2008-2009: Vincent Carraud
- 2009-2010: Adriaan Th. Peperzak
- 2010-2011: Joseph Stephen O'Leary
- 2011-2012: Jean Greisch
- 2012-2013: Jean Grondin

## Publicaciones
Algunas de las conferencias dieron lugar a publicaciones de la colección “Chaire Étienne Gilson” encabezada por Philippe Capelle en Presses universitaires de France.
- Stanislas Breton, Causalité et projet, Paris, PUF, coll. “Chaire Étienne Gilson”, 2000.
- Alain de Libera, La référence vide, Paris, PUF, coll. “Chaire Étienne Gilson”, 2002.
- Ludger Honnefelder, La métaphysique comme science transcendantale, Paris, PUF, coll. “Chaire Étienne Gilson”, 2002.
- Francis Jacques, La croyance, le savoir et la foi, Paris, PUF, coll. “Chaire Étienne Gilson”, 2005.
- Stanley Rosen, La production platonicienne, Paris, PUF, coll. “Chaire Étienne Gilson”, 2005.
- Jean-Louis Chrétien, Répondre. Figures de la réponse et de la responsabilité, Paris, PUF, coll. “Chaire Étienne Gilson”, 2007.
- Thomas De Koninck, Aristote, l'intelligence et Dieu, Paris, PUF, coll. “Chaire Étienne Gilson”, 2008.
- Pierre Aubenque, Faut-il déconstruire la métaphysique ?, Paris, PUF, coll. “Chaire Étienne Gilson”, 2009.
- Vincent Carraud, L'invention du moi, Paris, PUF, 2010.
- Joseph Stephen O'Leary, Philosophie occidentale et concepts bouddhistes, Paris, PUF, coll. “Chaire Étienne Gilson”, 2011.
- Adriaan Th. Peperzak, Savoir et sagesse, Paris, PUF, coll. “Chaire Étienne Gilson”, 2011.
- Jean Greisch, Du « non autre » au « tout autre », Paris, PUF, coll. “Chaire Étienne Gilson”, 2012.
- Jean Grondin, Du sens des choses. L'idée de la métaphysique, Paris, PUF, coll. “Chaire Étienne Gilson”, 2013.

## Enlaces
- Esta obra contiene una traducción  derivada de «Chaire Étienne Gilson» de Wikipedia en francés, publicada por sus editores bajo la Licencia de documentación libre de GNU y la Licencia Creative Commons Atribución-CompartirIgual 4.0 Internacional.

- Datos: Q2947688